# Prudencia
A Prudencia mitológiai eredetű latin női név, jelentése: okosság, körültekintés. A mitológiában az erény allegorikus női személyisége, gyakran szokták ábrázolni tükörrel és kígyóval.

## Gyakorisága
Az 1990-es években szórványos név, a 2000-es években nem szerepel a 100 leggyakoribb női név között.

## Névnapok
- július 3.[2]
- július 4.[2]

## Híres Prudenciák
- Prudencia Ayala(wd) salvadori írónő
- Prudencia Grifell(wd) spanyol származású mexikói színésznő